# الجماعة الإسلامية الباكستانية
الجماعة الإسلامية في باكستان (أردو: جماعت اسلامی پاكستان) جماعة إسلامية سنية تعمل في باكستان تتبني المنهج السلمي، أسسها أبو الأعلي المودودي في 26 أغسطس عام 1941م. وهي ذات فكر مشترك وتنتهج نفس نهج جماعة الإخوان المسلمين. تعارض الجماعة الإسلامية بشدة الرأسمالية والشيوعية والليبرالية والاشتراكية والعلمانية وكذلك الممارسات الاقتصادية مثل تقديم الفوائد المصرفية. الجماعة الإسلامية حزب طليعي: يشكل أعضاؤه نخبة مع «منتسبين» تحتها «متعاطفون». زعيم الحزب يسمى أمير.  على الرغم من أن الحزب لا يتمتع بأتباع شعبي كبير، إلا أنه يتمتع بنفوذ كبير ويعتبر أحد الحركات الإسلامية الرئيسية في باكستان، إلى جانب الديوباندية.

## التأسيس
تأسست الجماعة الإسلامية في لاهور، الهند البريطانية في عام 1941 على يد عالم الدين الإسلامي والفيلسوف الاجتماعي والسياسي أبو الأعلي المودودي، الذي تأثر على نطاق واسع بالحكم المبني على الشريعة للإمبراطور المغولي أورنجزيب. في وقت حركة الاستقلال الهندية، عمل المودودي والجماعة الإسلامية بنشاط لمعارضة تقسيم الهند. في عام 1947، بعد تقسيم الهند، انقسمت الجماعة إلى منظمتين، الجماعة الإسلامية الباكستانية والجماعة الإسلامية الهندية (الجناح الهندي).[17] [18] تشمل الأجنحة الأخرى للجماعة الجماعة الإسلامية كشمير التي تأسست عام 1953، والجماعة الإسلامية آزاد كشمير التي تأسست عام 1974، والجماعة الإسلامية البنجلاديشية التي تأسست عام 1975.

## أهدافها
تهدف لإقامة الخلافة الإسلامية مرة أخري وتطبيق الشريعة الإسلامية، وتحويل باكستان إلى دولة إسلامية، تحكمها الشريعة الإسلامية، من خلال عملية قانونية وسياسية تدريجية. و«دعوة جميع أهل الأرض أن يستخلصوا الحكم الحاضر من الطواغيت المستبدة والفجرة الفسدة، وأن ينتزعوا الإمامة الفكرية والعلمية من ايديهم وينقلوها إلى ايدى المؤمنين المسلمين».

## التاريخ

صورة أبو الأعلى المودودي.

### أبو الأعلى المودودي (1941-1972)
كان مؤسس الجماعة الإسلامية وزعيمها حتى عام 1972 هو أبو الأعلى المودودي، الفيلسوف والمعلق السياسي الإسلامي المقروء على نطاق واسع، والذي كتب عن دور الإسلام في جنوب آسيا.  تأثر فكره بعدة عوامل منها حركة الخلافة. صعود مصطفى كمال أتاتورك في نهاية الخلافة العثمانية. وتأثير القومية الهندية والمؤتمر الوطني الهندي والهندوسية على المسلمين في الهند. أيد ما أسماه «الأسلمة من فوق»، من خلال دولة إسلامية تمارس فيها السيادة باسم الله والشريعة الإسلامية (الشريعة الإسلامية).) سيتم تنفيذها. يعتقد المودودي أن السياسة هي «جزء لا يتجزأ من العقيدة الإسلامية، وأن الدولة الإسلامية التي يسعى العمل السياسي الإسلامي إلى بنائها» لن تكون عملًا من أعمال التقوى فحسب، بل ستحل أيضًا العديد من (على ما يبدو غير ديني) الاجتماعية والاجتماعية. المشاكل الاقتصادية التي واجهها المسلمون.
المقر الرئيسي للجماعة الإسلامية في لاهور
عارض المودودي الحكم البريطاني لكنه عارض أيضًا الحركة القومية الإسلامية (القومية غير إسلامية) وخطتهم لـ «دولة إسلامية» محدودة. قام المودودي بدلاً من ذلك بالتحريض من أجل «دولة إسلامية» تغطي الهند بأكملها  - على الرغم من حقيقة أن المسلمين يشكلون حوالي ربع سكان الهند فقط.
وهكذا عارضت الجماعة الإسلامية بشدة تقسيم الهند، حيث قال زعيمها مولانا أبو الأعلى المودودي إن هذا المفهوم ينتهك العقيدة الإسلامية للأمة.  رأت الجماعة الإسلامية أن التقسيم يخلق حدودًا زمنية من شأنها أن تفصل المسلمين عن بعضهم البعض.

### تأسيس الجماعة الإسلامية في الهند الاستعمارية
تأسست الجماعة الإسلامية في الهند الاستعمارية في 26 أغسطس 1941، في حديقة الإسلام في مدينة لاهور، قبل تقسيم الهند.  بدأت الجماعة الإسلامية كحركة اجتماعية وسياسية إسلامية. حضر الاجتماع الأول خمسة وسبعون شخصًا وأصبحوا أول 75 عضوًا في الحركة. كان مولانا أمين أحسن إصلاحي، ومولانا نعيم صديقي، ومولانا محمد منظور نعماني، ومولا أبو الحسن علي ندوي (رغم أنه غادر بعد بضع سنوات)  من بين مؤسسي الجماعة الإسلامية جنبًا إلى جنب مع سيد أبو العلاء المودودي
رأى المودودي مجموعته على أنها طليعة للثورة الإسلامية على خطى المسلمين الأوائل الذين تجمعوا في المدينة المنورة لتأسيس دولة إسلامية.  الجماعة الإسلامية كانت ولا تزال منظمة بشكل صارم وهرمي في هيكل شبيه بالهرم، وتعمل من أجل الهدف المشترك المتمثل في إنشاء مجتمع إسلامي أيديولوجي، لا سيما من خلال العمل التربوي والاجتماعي، تحت قيادة أمرائها (القادة أو القادة).  كحزب طليعي، فإن أعضائه الكامل (أركان) يهدفون إلى أن يكونوا قادة ومخلصين للحزب، ولكن هناك أيضًا فئة من المتعاطفين والعاملين أكثر بكثير (karkun).
والأمير ملزم بموجب دستور الحزب باستشارة مجلس يسمى مجلس الشورى . كما طور JI منظمات فرعية، مثل تلك الخاصة بالنساء والطلاب.  بدأت الجماعة الإسلامية بالتطوع في مخيمات اللاجئين. أداء العمل الاجتماعي فتح المستشفيات والعيادات الطبية وجمع جلود الحيوانات المضحى بها في عيد الأضحى.
كان لدى JI عدد من الميزات الفريدة. جميع الأعضاء، بمن فيهم مؤسسها المودودي، نطقوا بالشهادة - الفعل التقليدي للمتحولين إلى الإسلام - عندما انضموا. كانت هذه لفتة رمزية للتحول إلى منظور إسلامي جديد، ولكن بالنسبة للبعض ضمنيًا أن «الجماعة تقف أمام المجتمع الإسلامي كإسلام قبل الجاهلية»، (جهل ما قبل الإسلام).  بعد تشكيل باكستان، نهى الباكستانيون عن أداء يمين الولاء للدولة حتى تصبح إسلامية، بحجة أن المسلم يمكنه بضمير مرتاح أن يبايع الله وحده.

### باكستان
بعد تقسيم الهند، هاجر المودودي والجماعة الإسلامية من شرق البنجاب إلى لاهور في باكستان. هناك تطوعوا لمساعدة الآلاف من اللاجئين الذين تدفقوا إلى البلاد من الهند  - أداء العمل الاجتماعي؛ فتح المستشفيات والعيادات الطبية. وبجمع جلود المذبوح في عيد الأضحى.
أثناء رئاسة الوزراء لحسين الشهيد السهروردي (سبتمبر 1956 - أكتوبر 1957)، دافعت الجماعة الإسلامية عن نظام تصويت منفصل لمختلف الطوائف الدينية. عقد السهروردي جلسة للجمعية الوطنية في دكا، ومن خلال تحالفه مع الجمهوريين، أقر حزبه مشروع قانون لنظام تصويت مختلط.
في عام 1951، رشحت مرشحين لمنصب، لكنها لم تكن جيدة. وجدت الجماعة الإسلامية أنها كانت أكثر نجاحًا في الترويج لقضيتها في الشوارع.  تسببت الانتخابات أيضًا في حدوث انقسام في الحزب حيث أصدر مجلس شورى الجماعة الإسلامية قرارًا يدعم انسحاب الحزب من السياسة لكن المودودي جادل في استمرار المشاركة. ساد المودودي واستقال العديد من كبار قادة الجماعة الإسلامية احتجاجًا. كل هذا عزز مكانة المودودي أكثر و «بدأت عبادة الشخصية تنمو من حوله».
في عام 1953، قادت الجماعة الإسلامية «تحركًا مباشرًا» ضد الأحمدية، الذين اعتقدت الجماعة الإسلامية أنه ينبغي اعتبارهم غير مسلمين. في مارس 1953، بدأت أعمال الشغب في لاهور أدت إلى نهب وحرق وقتل ما لا يقل عن 200 من الأحمديين وإعلان الأحكام العرفية الانتقائية. قام القائد العسكري عزام خان باعتقال المودودي وحكم عليه رحيم الدين خان بالإعدام بتهمة التحريض على الفتنة (كتابة منشورات معادية للأحمدية)، وسُجن العديد من أنصار الجماعة الإسلامية خلال هذه الفترة.
تم تبني دستور عام 1956 بعد تلبية العديد من مطالب الجماعة الإسلامية. وافق المودودي على الدستور وادعى أنه انتصار للإسلام.  في عام 1958، شكلت الجماعة الإسلامية تحالفًا مع عبد القيوم خان (الرابطة الإسلامية) وشودري محمد علي (حزب النظام الإسلامي). زعزع التحالف رئاسة إسكندر ميرزا (1956-1958) وعادت باكستان إلى الأحكام العرفية. الحاكم العسكري الرئيس محمد أيوب خان (1958-1964)، كان لديه أجندة تحديثية وعارض زحف الدين إلى السياسة. حظر الأحزاب السياسية وحذر المودودي من استمرار النشاط الديني والسياسي. تم إغلاق مكاتب الجماعة الإسلامية، وصودرت الأموال وسجن المودودي في عامي 1964 و 1967.
دعمت الجماعة الإسلامية الحزب المعارض، الحركة الديمقراطية الباكستانية. في الانتخابات الرئاسية 1964-1965، دعمت الجماعة الإسلامية زعيمة المعارضة فاطمة جناح، على الرغم من معارضتها للمرأة في السياسة.
في عام 1965، أثناء الحرب الهندية الباكستانية، دعمت الجماعة الإسلامية دعوة الحكومة للجهاد، وقدمت خطابات وطنية على إذاعة باكستان وطلبت الدعم من الدول العربية وآسيا الوسطى. قاومت المجموعة برنامج ذو الفقار علي بوتو ومولانا بهشاني الاشتراكي في ذلك الوقت.
بحلول نهاية عام 1969، كانت الجماعة الإسلامية تقود حملة كبرى «لحماية أيديولوجية باكستان»، والتي اعتقدت أنها كانت مهددة من قبل الاشتراكيين والعلمانيين الملحدين.
شاركت الجماعة الإسلامية في الانتخابات العامة 1970 . دعا برنامجها السياسي إلى الحرية السياسية للمحافظات والشريعة الإسلامية على أساس القرآن والسنة النبوية. سيكون هناك فصل بين السلطات (القضائية والتشريعية)؛ الحقوق الأساسية للأقليات (مثل تكافؤ فرص العمل ونظام الأسهم المجانية الذي يسمح لعمال المصانع بامتلاك أسهم في شركات أصحاب العمل)؛ وسياسة العلاقات القوية مع العالم الإسلامي. [ بحاجة لمصدر ] قبل الانتخابات مباشرة، ترك نواب زاده نصر الله خان التحالف تاركًا الجماعة الإسلامية لخوض الانتخابات ضد حزب الشعب الباكستاني ورابطة عوامي. [اقتباس مطلوب ]كان للحزب أداء مخيب للآمال عندما فاز بأربعة مقاعد فقط في الجمعية الوطنية وأربعة في مجلس المقاطعة بعد تقديم 151 مرشحًا.
وفاز ذو الفقار علي بوتو بالحملة الانتخابية عام 1970 وعارضه بشدة الجماعة الإسلامية التي اعتقدت أنه وأيديولوجيته الاشتراكية تشكلان تهديداً للإسلام.
قسم
عارضت الجماعة الإسلامية حركة عوامي الشرقية الانفصالية الباكستانية.  نظمت جمعية الطلاب الإسلامية جماعة البدار لمحاربة موكتي باهيني (قوات التحرير البنغالية). في عام 1971، أثناء حرب تحرير بنغلاديش، ربما تعاون أعضاء الجماعة الإسلامية مع الجيش الباكستاني.  [ مصدر منشور ذاتيًا؟ ]
في عام 1968، أخذ مولانا المودودي إجازة من إمارة الجماعة وأصبح مولانا نعيم صديقي أمير الجماعة الإسلامية لمدة عام واحد، وفي عام 1969 تولى مولانا مسئولية الجماعة مرة أخرى. في عام 1972، استقال المودودي بسبب سوء الحالة الصحية ورفض مولانا نعيم صديقي أن يصبح أمير الجماعة بسبب أنشطته البحثية. وهكذا في أكتوبر 1972، انتخب مجلس الشورى ميان طفيل محمد (1914 - 2009)، القائد الجديد للجماعة الإسلامية نعيم صديقي تم اختياره أمينًا عامًا للجماعة الإسلامية.

### ميان طفيل محمد
بعد انتخاب ذو الفقار علي بوتو (1973-1977)، أحرق الجناح الطلابي للجماعة الإسلامية (إسلامي جمعية الطالب) تماثيل له في لاهور وأعلن انتخابه «يومًا أسود». في أوائل عام 1973، ناشد أمير الجماعة الإسلامية الجيش الإطاحة بحكومة بوتو بسبب «فسادها الأخلاقي المتأصل».
وقادت الجماعة الإسلامية الحركة السياسية المناهضة لبوتو تحت راية نظام المصطفى الديني . حاولت بوتو قمع الجماعة الإسلامية من خلال سجن أعضاء الجماعة الإسلامية والجماعة الإسلامية الطالباب. حدثت مخالفات انتخابية في انتخابات عام 1975 حيث تم اعتقال أعضاء الجماعة الإسلامية لمنعهم من تقديم أوراق ترشيحهم.  ومع ذلك، بحلول عام 1976، كان لدى JI 2 مليون مسجل.
في عام 1977، فازت الجماعة الإسلامية بتسعة من 36 مقعدًا فاز بها التحالف الوطني الباكستاني المعارض . اعتبرت المعارضة أن الانتخابات مزورة (فاز حزب الشعب الباكستاني بزعامة بوتو بـ 155 من أصل 200 مقعد) ودعا المودودي، الذي تم اعتقاله، الأحزاب الإسلامية إلى بدء حملة عصيان مدني . تدخلت حكومة المملكة العربية السعودية التي يقودها السنة لتأمين إطلاق سراح المودودي من السجن محذرةً من اندلاع ثورة في باكستان. ساعدت الجماعة الإسلامية التحالف الوطني الباكستاني في الإطاحة ببوتو والتقت بضياء الحق لمدة تسعين دقيقة في الليلة السابقة لشنق بوتو.
في البداية، دعمت الجماعة الإسلامية الجنرال ضياء الحق (1977-1987).  بدوره، أعطى استخدام ضياء للخطاب الإسلامي أهمية الجماعة الإسلامية في الحياة العامة بما يتجاوز حجم أعضائها.  طبقًا للصحفي أوين بينيت جونز، فإن الجماعة الإسلامية كانت «الحزب السياسي الوحيد» الذي قدم لزيا «دعمًا ثابتًا» وتمت مكافأته بوظائف لـ «عشرات الآلاف من نشطاء الجماعة والمتعاطفين معها»، مما أعطى ضياء سلطة الأجندة الإسلامية «بعد فترة طويلة هو مات.»
ومع ذلك، فشل ضياء في إجراء انتخابات في الوقت المناسب ونأى بنفسه عن الجماعة الإسلامية. عندما حظر ضياء الاتحادات الطلابية، احتج إسلامي جمعية الطلبة والنقابات العمالية الموالية للجماعة الإسلامية . ومع ذلك، فإن الجماعة الإسلامية لم تشارك في حركة حزب الشعب الباكستاني من أجل استعادة الديمقراطية . كما دعمت الجماعة الإسلامية جهاد ضياء ضد الحرب السوفييتية الأفغانية وأصبحت شقيقتها جماعة إسلامية بقيادة برهان الدين رباني جزءًا من بيشاور السبعة التي تلقت مساعدات من المملكة العربية السعودية والولايات المتحدة وأنصار الجهاد الآخرين. تسببت هذه الألغاز في حدوث توتر في الجماعة الإسلامية على أساس الصراع بين الأيديولوجيا والسياسة.
في عام 1987، رفض ميان طفيل مواصلة عمله كرئيس للجماعة الإسلامية لأسباب صحية وانتخب قاضي حسين أحمد .

### قاضي حسين أحمد
في عام 1987، عندما توفي ضياء الحق، شكلت الرابطة الإسلامية الباكستانية التحالف اليميني، إسلامي جمهوري الاتحاد (IJI).  في عام 1990 عندما تولى نواز شريف السلطة، قاطعت الجماعة الإسلامية مجلس الوزراء على أساس أن حزب الشعب الباكستاني والرابطة الإسلامية الباكستانية كانا يمثلان إشكالية بدرجات متساوية.
في انتخابات 1993، فازت الجماعة الإسلامية بثلاثة مقاعد. في هذا العام، كانت الجماعة الإسلامية عضوًا في مؤتمر الحريات لجميع الأحزاب الذي تم تشكيله حديثًا والذي يروج لاستقلال جامو وكشمير عن الهند.  قبل ذلك، زُعم أن الجماعة الإسلامية قد أنشأت حزب المجاهدين، ميليشيا تحرير كشمير لمعارضة جبهة تحرير كشمير التي تقاتل من أجل الاستقلال الكامل لمنطقة كشمير.
ترك أحمد منصبه في مجلس الشيوخ احتجاجا على الفساد.

### مسيرة طويلة ناجحة ضد حكومة بوتو
في 20 يوليو / تموز 1996، أعلن قاضي حسين أحمد بدء احتجاجات ضد الحكومة بزعم الفساد. استقال قاضي حسين من مجلس الشيوخ في 27 سبتمبر وأعلن بدء مسيرة طويلة ضد حكومة بنازير. بدأ الاحتجاج في 27 أكتوبر 1996 من قبل الجماعة الإسلامية وأحزاب المعارضة. في 4 تشرين الثاني / نوفمبر 1996، أقيل الرئيس ليغاري حكومة بوتو بسبب الفساد في المقام الأول.  ثم قاطعت الجماعة الإسلامية انتخابات 1997 وبالتالي فقدت التمثيل في البرلمان. ومع ذلك، ظل الحزب نشطًا سياسيًا، على سبيل المثال، احتجاجًا على وصول رئيس الوزراء الهندي، أتال بيهاري فاجبايي، إلى لاهور.
في عام 1999، تولى برويز مشرف السلطة في انقلاب عسكري . رحبت الجماعة الإسلامية، في البداية، بالجنرال لكنها اعترضت بعد ذلك عندما بدأ مشرف في إجراء إصلاحات علمانية، ثم مرة أخرى في عام 2001، عندما انضمت باكستان إلى الحرب على الإرهاب، زاعمة أن مشرف خان طالبان . أدانت الجماعة الإسلامية أحداث 11 سبتمبر 2001 لكنها أدانت الولايات المتحدة بنفس القدر عندما دخلت أفغانستان.  بعض أعضاء القاعدة، على سبيل المثال خالد شيخ محمد، اعتقلوا في باكستان.
في عام 2002، شكلت الجماعة الإسلامية تحالفًا للأحزاب الدينية يسمى «مجلس العمل المتحد» (MMA) وفازت بـ 53 مقعدًا، بما في ذلك معظم أولئك الذين يمثلون مقاطعة خيبر بختونخوا .  واصلت الجماعة الإسلامية معارضتها للحرب على الإرهاب، وخاصة وجود القوات الأمريكية والوكالات في باكستان. كما دعت الجماعة الإسلامية إلى إعادة القضاء.
قدم قاضي حسين أحمد استقالته من مجلس الأمة أثناء زيارته لمعسكر ضحايا هجوم في مسجد لال .
في عام 2006، عارضت الجماعة الإسلامية مشروع قانون حماية المرأة قائلة إنه لا يلزم إلغاؤه، ولكن بدلاً من ذلك، يجب تطبيقه بطريقة أكثر عدلاً وأكثر وأن يفهمه القضاة بشكل أوضح. قال أحمد،
«أولئك الذين يعارضون [هذه] القوانين يحاولون فقط الهروب من الإسلام ... هذه القوانين لا تؤثر على المرأة بشكل سلبي. يريد نظامنا حماية المرأة من القلق غير الضروري وتوفيرها عناء المثول أمام المحكمة».
وقالت سامية رحيل قاضي، النائب وابنة أحمد:
«لقد عارضنا مشروع القانون منذ البداية. لقد تم وضع مرسوم الحدود من قبل مجموعة من العلماء المؤهلين تأهيلا عاليا، وهو أمر لا يقبل الشك».
على الأقل في عهد أحمد، كان موقف الجماعة الإسلامية من العمل الثوري أنه لم يكن مستعدًا للتوجه إلى الإجراءات غير القانونية ولكن أهدافه محددة (قاتي) ولكن أساليبه «مفتوحة للتفسير والتكيف (الاجتهاد)» على أساس«مقتضيات اللحظة».

### السيد مناور حسن (2008-2014
في عام 2008، قاطعت الجماعة الإسلامية وحركة إنصاف الباكستانية الانتخابات مرة أخرى . رفض أحمد إعادة انتخابه وأصبح سيد منور حسن أميرًا.

### سراج الحق (2014 إلى الوقت الحاضر)
في 30 مارس 2014، أصبح سراج الحق أميرًا.  استقال من منصبه كوزير كبير لولاية خيبر بختونخوا . وتزامن ذلك مع هجوم بطائرة مسيرة على مدرسة وكالة باجور .

## المنظمات
توفر الجماعة نقابات للأطباء والمعلمين والمحامين والمزارعين والعاملين والنساء، على سبيل المثال، إسلامي جمعية الطلبة (IJT) وإسلامي جماعة طالبات (فرعها النسائي)  اتحاد الطلاب وجماعة الشباب المشتركة باكستان مجموعة شبابية.
الحزب لديه عدد من المنشورات من وكالات تابعة مثل إدارا المعرفة الإسلامية، لاهور، أكاديمية البحوث الإسلامية، كراتشي، إدارا تلمي تحقيق، لاهور، أكاديمية مهران، ومعهد الدراسات الإقليمية . عدد منشوراتها الإعلامية المطبوعة رقم 22، بما في ذلك الجاسرات اليومية، الأسبوعية الخاصة الجمعة، آسيا الأسبوعية، ترجمان القرآن الشهرية و جهاد كشمير كل أسبوعين،  مع الجاسارات على وجه الخصوص التي يتم توزيعها 50.000.
نظام التعليم الإسلامي، بقيادة عبد الغفور أحمد، هو هيئة تعليمية تضم 63 مدرسة في بيتحق. رابطة المدارس الإسلامية تدعم 164 مدرسة للجماعة الإسلامية . كما تدير JI مشروع مدارس حراء (باكستان) وصندوق الغزالي الاستئماني. تدير المؤسسة المدارس والمراكز المهنية النسائية وبرامج محو أمية الكبار والمستشفيات والكيميائيين المتنقلين وبرامج الرعاية الاجتماعية الأخرى. في هذا الصدد، تتفاعل JI مع السوق العامة.
في المجموع، هناك حوالي 1000 مدرسة دينية مسجلة تابعة للجيش الإسلامي في باكستان، وتضم مقاطعة خيبر بختونخوا معظمها، مع حوالي 245 مدرسة أو ما يقرب من ربع المجموع.

### الجماعة الإسلامية
تأسس جناح مستقل للجماعة الإسلامية في آزاد كشمير في عام 1974. ووفقًا للصحافي عارف جمال، فقد تم القيام بذلك لإبطاء انتشار الأفكار العلمانية في آزاد كشمير. كان لها أميرها الخاص، مولانا عبد الباري، الذي شارك سابقًا في حرب كشمير الأولى (1947) وكذلك عملية جبل طارق (1965).
يُشار إلى النشاط الرئيسي لجناح آزاد كشمير على أنه رعاية الجهاد في كشمير الخاضعة للإدارة الهندية . وقال باري إنه تم استدعاؤه للقاء الرئيس ضياء الحق عام 1980، وطُلب منه اتخاذ الاستعدادات. سافر إلى وادي كشمير وأقنع قادة الجماعة الإسلامية في كشمير في النهاية . ومع ذلك ، على الرغم من تدريب العديد من مجموعات الشباب الإسلاميين على التشدد ، كانت الجماعة الكشميرية مترددة في اتخاذ القرار. ثم استخدمت وكالة الاستخبارات الباكستانية الباكستانية جبهة تحرير جامو وكشمير المؤيدة للاستقلال لبدء عملياتها في يوليو 1988.  بعد ذلك بعام ، أرسلت الجماعة الإسلامية آزاد كشمير نشطاء إلى كشمير الخاضعة للإدارة الهندية لجلب جميع الجماعات الإسلامية تحت مظلة مجموعة تسمى حزب المجاهدين لمواجهة جبهة تحرير وكشمير. بالاشتراك مع الجماعة الإسلامية الباكستانية ، أقنعت الجماعة الكشميرية بتولي مسؤولية حزب المجاهدين بحلول يونيو 1990، وعُين زعيم الجماعة سيد صلاح الدين رئيساً لها.
الجماعة الإسلامية آزاد كشمير لديها أيضًا جناح طلابي يسمى إسلامي جمعية تولابا (IJT). اكتسب شعبية بعد تأسيس حزب المجاهدين.  ويقال إن العديد من أعضائه سينضمون إلى صفوف حزب المجاهدين في الوقت المناسب.

### صلات مع المتمردين
وقيل إن لجماعاتي صلات وثيقة بالعديد من الجماعات المحظورة في باكستان. كان الاتصال الأبرز مع تحريك نافاز شريعة المحمدي . نما هذا التنظيم المتشدد كفرع من جماعة الإسلاميين وأسسه صوفي محمد في عام 1992 بعد أن ترك الجماعة الإسلامية.  عندما سُجن المؤسس في 15 يناير 2002، تولى صهره مولانا فضل الله قيادة المجموعة. في أعقاب حصار مسجد لال عام 2007، شكلت قوات فضل الله وبيت الله محسود تحالف طالبان باكستان (TTP). ورد أن فضل الله وجيشه تلقوا أوامر من محسود. بعد مقتل حكيم الله محسود في هجوم بطائرة بدون طيار ، تم تعيين فضل الله «أميرًا» جديدًا (رئيس) لتحريك طالبان باكستان في 7 نوفمبر 2013.في مقابلة أجريت في مايو 2010، وصف الجنرال الأمريكي ديفيد بتريوس علاقة حركة طالبان باكستان بالجماعات المسلحة الأخرى بأنها صعبة الفهم: «من الواضح أن هناك علاقة تكافلية بين كل هذه المنظمات المختلفة: القاعدة ، طالبان الباكستانية ، طالبان الأفغانية ، TNSM [تحريك نافذ شريعة محمدي]. ومن الصعب جدًا تحليلها ومحاولة التمييز بينها. فهم يدعمون بعضهم البعض ، وينسقون مع بعضهم البعض ، وأحيانًا يتنافسون مع بعضهم البعض ، [ و] في بعض الأحيان يقاتلون بعضهم البعض. ولكن في نهاية المطاف ، هناك علاقة كبيرة بينهما».
وفقًا لمصدر آخر ، يبدو أن الحركة والجماعة الإسلامية (JI) قد انخرطتا في حرب نفوذ في مقاطعة مالاكاند في باكستان ، وأن جماعة علماء الإسلام والجماعة الإسلامية والجماعة الإسلامية في صراع مع كل منهما. أخرى في المناطق القبلية من أجل السلطة والنفوذ.

## القمع
تعرضت الجماعة الإسلامية الباكستانية لقمع حكومي شديد في 1948 و 1953 و 1963.  خلال السنوات الأولى لنظام الجنرال محمد ضياء الحق ، تحسن موقف الجماعة الإسلامية وأصبح يُنظر إليها على أنها «الذراع الأيديولوجي والسياسي للنظام»، حيث يشغل أعضاء الحزب أحيانًا حقائب وزارية للمعلومات والبث والإنتاج والمياه والطاقة والموارد الطبيعية (على الرغم من عدم بقاء أي منهم لفترة طويلة في مناصبهم).

## تعداد الجماعة
في 3 يوليو 2011 في حوار لأمير الجماعة سيد منور حسن مع موقع إخوان أون لاين>كر أن القوة العددية للجماعة بلغت أكثر من 6 ملايين عضو مؤيد وأكثر من 25 ألف عضو عامل.
في 13 أبريل 2009 بلغ عدد أعضاء العضوية العامة للجماعة حوالي خمسة ملايين (4.8) أما الأعضاء الأساسيون فعددهم حوالي 24 ألف عضو رجالا ونساءً.
وفي 5 أكتوبر 2002 بلغ عدد أعضاء الجماعة نحو 4.5 مليون، بينهم 16 ألف عضو عامل يحق لهم الترشيح والانتخاب. وهي الحزب الإسلامي الوحيد الذي يجري انتخابات كل خمس سنوات لاختيار «أمير الحزب» و«مجلس الشورى» الذي يتكون من 72 عضوا.
| سنة                                            | الأعضاء | المتعاطفون والعمال |
| ---------------------------------------------- | ------- | ------------------ |
| 1941                                           | 75      | (مجهول)            |
| 1951                                           | 659     | 2,913              |
| 1989                                           | 5723    | 305,792            |
| 2003                                           | 16033   | 4.5 مليون          |
| 2017                                           | 37000   | (مجهول)            |
| المصدر: موسوعة الإسلام والعالم الإسلامي (2004) |         |                    |

## قائمة رؤساء الجماعة
| 1. أبو الأعلي المودودي - (1941م - 1972م) 2. ميان طفيل محمد - (1972م - 1987م) 3. قاضي حسين أحمد - (1987م - 1 أبريل 2009م) 4. سيد منور حسن - (1 أبريل 2009م - 2014م) 5. سراج الحق - (2014م - الآن) |

## وصلات خارجية
| - موقع الجماعة علي النت - الجماعة الإسلامية في شبه القارة الهندية، الموسوعة الميسرة في الأديان والمذاهب والأحزاب المعاصرة، الندوة العالمية للشباب الإسلامي، صيد الفوائد - منور حسن.. الجماعة الإسلامية الباكستانية، لقاء اليوم، قناة الجزيرة، 26 أبريل 2009م - فيديو على يوتيوب - المودودي والجماعة الإسلامية على يوتيوب، برنامج الإسلاميون، قناة الجزيرة، 11 ديسمر 2009 | - حسين أحمد.. رؤية الجماعة الإسلامية لأوضاع باكستان، برنامج لقاء اليوم، قناة الجزيرة، 16 يونيو 2003م - القاضي حسين أحمد.. المعارضة الباكستانية، برنامج لقاء اليوم، قناة الجزيرة، 13 أبريل 2007م - الجماعات الإسلامية في باكستان، قاضي حسين أحمد، بلا حدود، قناة الجزيرة، 10 نوفمبر 1999م - مستقبل باكستان والحكومة العسكرية، برنامج بلا حدود، قناة الجزيرة، 17 أكتوبر 2001م |